# Айдын
Айды́н (тур. Aydın, греч. Αϊδίνιο) — город в Западной Турции, административный центр провинции Айдын.

## История и происхождение названия
Город находится на территории древнего царства Лидия.
Во второй половине V века, здесь родился зодчий Анфимий, построивший вместе с античным математиком Исидором Милетским Софийский собор в Константинополе.
Город (ныне в окрестностях Айдына) известен со времён античности под названием Траллы (др.-греч. Τράλλεις). С XIII века известен также под тюркским названием Гюзельхисар (красивая крепость). В начале XIV века, после захвата византийского города тюркскими племенами, глава небольшого бейлика (княжества) бей Айдын назвал город своим именем.
Айдын был столицей сильного пиратского государства эмира Умура.
В 1912 году здесь проживали: турки — 46 578 чел., греки — 19 982 чел., евреи — 1890 чел.
До 1922 года греки составляли примерно половину населения (см. Резня в Айдыне). 
В Траллах в конце XIX века был обнаружен один из самых известных ныне памятников древнегреческой музыки — сколий (эпитафия) Сейкила.

## География

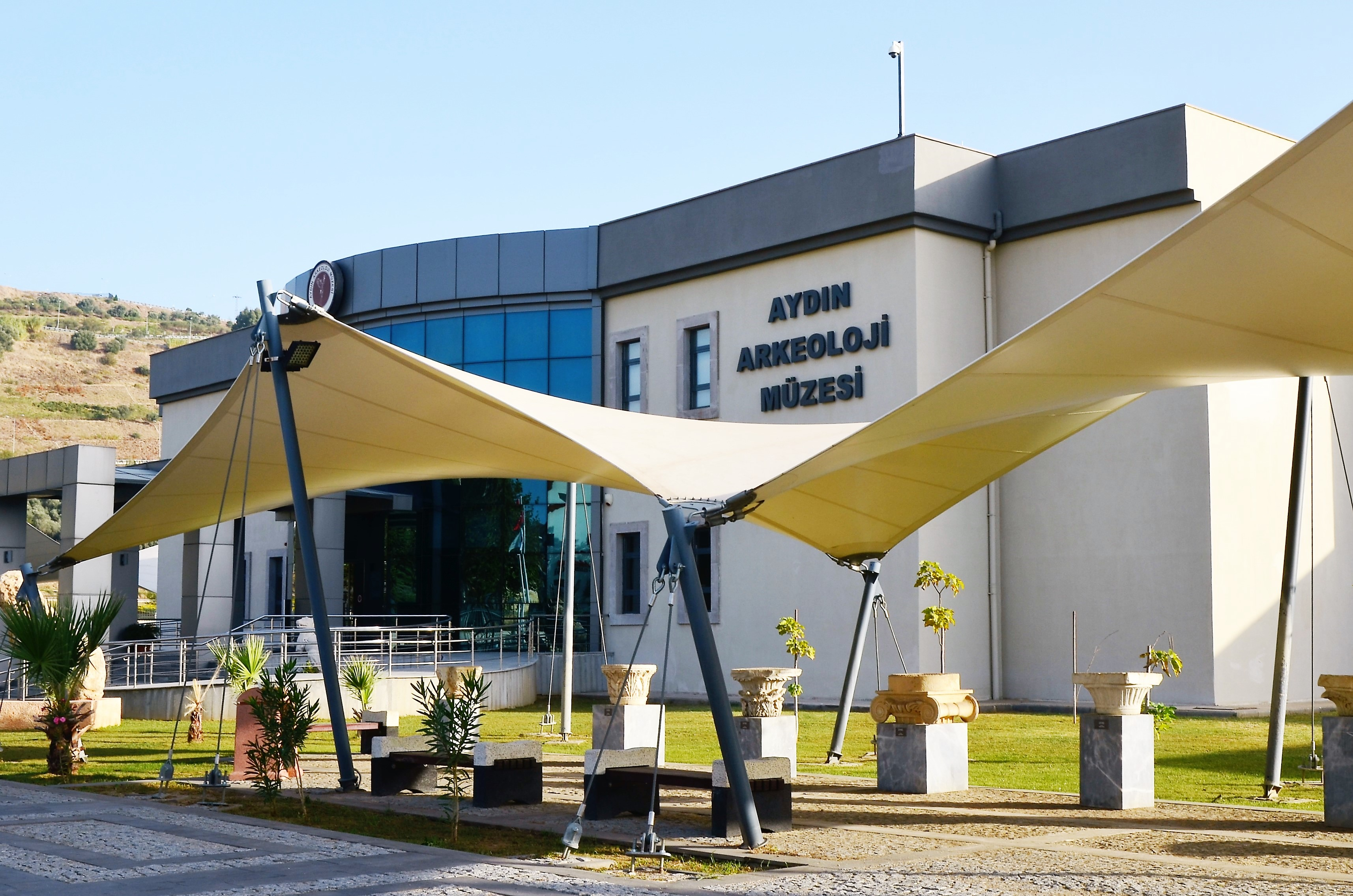
Айдынский археологический музей

Айдын расположен в центре долины реки Большой Мендерес (в прошлом — Меандр) — важнейшей реки западной части Малой Азии. В пяти километрах южнее Айдына протекает река Чинечай. На севере, вблизи от города, находятся горы Айдын, высота вершин которых достигает 1800 метров над уровнем моря.
Автомобильная трасса E87 (O31) соединяет город с побережьем Эгейского моря и третьим по величине городом Турции Измиром.
Трасса пересекает горы Айдын, где сооружён современный туннель. В восточном направлении трасса ведёт к Денизли и далее в Анталью — курортный регион, называемый иногда турецкой Ривьерой.

## Климат
Летом в Айдыне всё время жарко, высокие температуры сохраняются почти весь год.

## Экономика
Близость воды обусловила то, что регион прослыл своим изобилием ещё с древнейших времён.
На сегодняшний день наиболее распространённая культура — рис, но регион также выращивает и другие сельскохозяйственные культуры, имеет развитую лёгкую промышленность.
Имеются сведения о наличии в районе месторождений руды меди, железа и мышьяка, месторождения лигнита.
Вблизи от Айдына находятся руины старинных городов Траллы и Магнесия. В регионе имеются другие исторические памятники, привлекательные для туристов.

## Города-побратимы
- Бугульма (Россия)[3]

## Уроженцы
- Папаяннопулу, Эвтихия (1893-1972) - греческая поэтесса-песенница.